# Exetastes caliginosus
Exetastes caliginosus là một loài tò vò trong họ Ichneumonidae.